# برج الملوك
برج الملوك هي إحدى القرى اللبنانية من قرى قضاء مرجعيون في محافظة النبطية.

## التسمية
برج الملوك، كانت تسمى بالأصل «الخربة» وفي العام 1964 أعيدت تسميتها الأصلية وهي «برج الملوك».
القرية كانت ملجأ للعائلات التي انتقلت من جبل لبنان هربا من الجوع والحروب. بعض هذه العائلات بقي في القرية وصار جزءا منها.

## المناخ
القرية معروفة بطقسها المعتدل، إذ ان درجات الحرارة تسجل بحدها الأدنى في فصل الشتاء 10 درجات، وترتفع بحد أقصى في فصل الصيف إلى 31 درجة.

## المساحة
تبلغ مساحة برج الملوك 625 هكتار، وتبعد 95 كيلومتر عن العاصمة بيروت.

## الطرقات
يمكن الوصول إليها من بيروت عبر صيدا - النبطية - كفرتبنيت - برج الملوك. ومن الجنوب عبر الناقورة - رميش - بنت جبيل - تل النحاس - برج الملوك. ومن البقاع عبر شتورة - المصنع - راشيا الوادي - حاصبيا - جديدة مرجعيون - برج الملوك.

## الموقع والجغرافيا
تعود برج الملوك إلى منطقة مرجعيون مع ارتفاع 625 متر عن مستوى سطح البحر، وتسقط على تلة تشرف على جبل الشيخ (جبل حرمون وسهل مرجعيون مِنْ الشرقِ، نهر الليطاني وقلعة أرنون مِنْ الغربِ، جبل عامل وفلسطين من الجنوب، منطقة جزين وجبل الريحان من الشمال).

## الزراعة
تشتهر برج الملوك بحقول الزيتون، التين والكرمة. تعتمد القرية على إنتاج زيت الزيتون، فهناك مساحات شاسعة من حقول الزيتون، وهي تنتج سنويا ما يقارب الـ200 طن من الزيت.